# فرودگاه نوکوس
فرودگاه نوکوس (به انگلیسی: Nukus Airport) یک فرودگاه با کد یاتا NCU است . این فرودگاه در شهر نوکوس کشور ازبکستان قرار دارد .

## شرکت‌های هواپیمایی و مقصدهای پروازی
| شرکت‌های هواپیمایی | مقصدهای پروازی    |
| ----------------- | ----------------- |
| اورال ایرلاینز    | دوموده‌دوو         |
| ازبکستان ایرویز   | دوموده‌دوو، تاشکند |